# Mezinárodní letiště Kimpcho
Letiště Kimpcho (korejsky 김포 국제 공항 – Kimpcho kukče konghang; anglicky Gimpo International Airport, IATA: GMP, ICAO: RKSS) je druhé největší komerční letiště v Jižní Koreji. Bylo založeno v roce 1939. Leží přibližně patnáct kilometrů západně od hlavního města Soul jižně od řeky Hangang a v sousední města Kimpcho, podle kterého se jmenuje. Až do otevření letiště Inčchon v roce 2001 bylo nejdůležitějším v zemi. Mělo sloužit pouze jako národní letiště pro vnitrostátní lety, nicméně opět přibývají mezinárodní spoje.
Letiště má dvě vzletové a přistávací dráhy (3600 m × 45 m a 3200 m × 60 m), dva terminály pro cestující a cargo terminál.
V roce 2006 zde bylo odbaveno 13 766 523 cestujících a zaznamenáno 94 943 pohybů letadel.